# Кантхо
Кантхо (в'єт. Cần Thơ) — місто центрального підпорядкування у В'єтнамі, найбільше місто у дельті Меконгу.
Протягом всієї своєї історії місто тісно пов'язане з річкою. Нині Кантхо є найбільшим містом у дельті Меконгу і одним з головних туристичних центрів дельти. Основні визначні пам'ятки міста — плаваючі ринки (торгівля відбувається на човнах) і пташині сади.
Найбільші виші — Університет Кантхо та Інститут рисівництва дельти Меконгу.

## Клімат

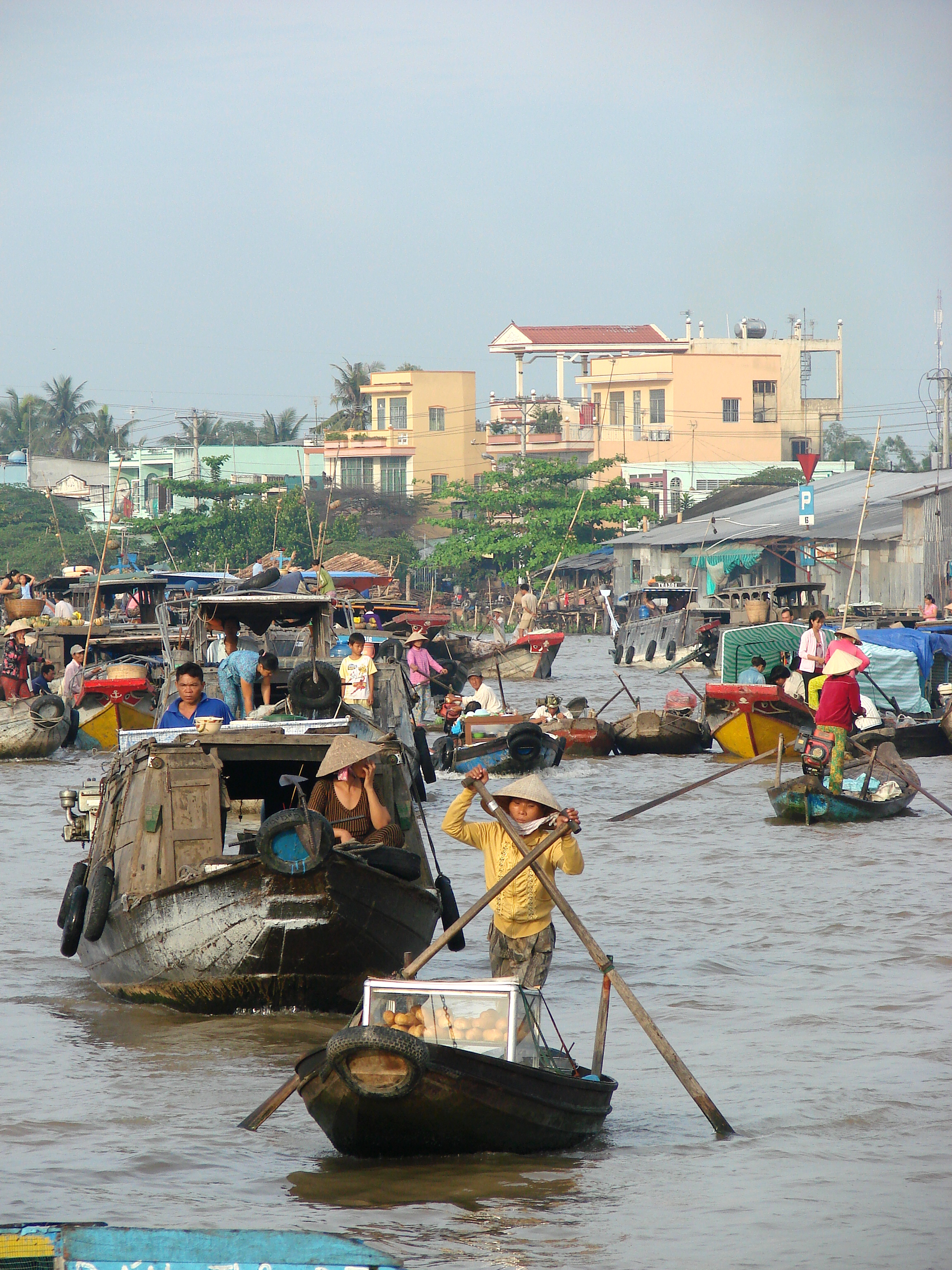
Плавучі ринки Кантхо — головна визначна пам'ятка міста. Фото 2009 р.

Місто знаходиться у зоні, котра характеризується кліматом тропічних саван. Найтепліший місяць — квітень із середньою температурою 28.9 °C (84 °F). Найхолодніший місяць — січень, із середньою температурою 25.6 °С (78 °F).
| Клімат Кантхо           | Клімат Кантхо | Клімат Кантхо | Клімат Кантхо | Клімат Кантхо | Клімат Кантхо | Клімат Кантхо | Клімат Кантхо | Клімат Кантхо | Клімат Кантхо | Клімат Кантхо | Клімат Кантхо | Клімат Кантхо | Клімат Кантхо |
| Показник                | Січ.          | Лют.          | Бер.          | Квіт.         | Трав.         | Черв.         | Лип.          | Серп.         | Вер.          | Жовт.         | Лист.         | Груд.         | Рік           |
| Абсолютний максимум, °C | 34            | 35            | 36            | 37            | 37            | 36            | 36            | 34            | 33            | 33            | 34            | 33            | 37            |
| Середній максимум, °C   | 30            | 31            | 32            | 33            | 33            | 32            | 31            | 31            | 30            | 30            | 30            | 30            | 31            |
| Середня температура, °C | 25            | 26            | 27            | 28            | 28            | 27            | 27            | 27            | 27            | 27            | 27            | 26            | 27            |
| Середній мінімум, °C    | 21            | 22            | 22            | 24            | 23            | 23            | 23            | 23            | 24            | 24            | 24            | 22            | 23            |
| Абсолютний мінімум, °C  | 15            | 17            | 17            | 19            | 18            | 18            | 19            | 20            | 20            | 19            | 17            | 16            | 15            |
| Норма опадів, мм        | 10            | 0             | 10            | 50            | 160           | 180           | 220           | 190           | 280           | 240           | 170           | 50            | 1610          |
| Днів з дощем            | 1             | 0             | 1             | 4             | 5             | 12            | 13            | 12            | 13            | 12            | 10            | 3             | 90            |
| Вологість повітря, %    | 70            | 64            | 64            | 66            | 77            | 79            | 76            | 83            | 79            | 78            | 78            | 74            | 74            |
| ----------------------- | ------------- | ------------- | ------------- | ------------- | ------------- | ------------- | ------------- | ------------- | ------------- | ------------- | ------------- | ------------- | ------------- |
| Джерело: Weatherbase    |               |               |               |               |               |               |               |               |               |               |               |               |               |

## Транспорт
У квітні 2010 року було відкрито рух по новому мосту. До цього переправа була тільки поромна. За своєю довжиною міст знаходиться на 10-му місці в світі.
Також серед транспортних потужностей міста і регіону є Міжнародний аеропорт Чанок (Trà Nóc), річковий порт Кайкуй.

## Населення
У 2009 році населення Кантхо становило 1 188 435 осіб (перепис), з них 589 606 (49,61 %) чоловіки і 598 829 (50,39 %) жінки, 783 122 (65,90 %) міські жителі і 405 313 (34,10 %) жителі сіл.
Національний склад населення (за даними перепису 2009 року): в'єтнамці 1 152 255 осіб (96,96 %), кхмери 21 414 осіб (1,80 %), хоа 14 199 осіб (1,19 %), інші 567 осіб (0,05 %).